# NGC 4692
NGC 4692 (ook: NGC 4702) is een elliptisch sterrenstelsel in het sterrenbeeld Hoofdhaar. Het hemelobject werd op 11 april 1785 ontdekt door de Duits-Britse astronoom William Herschel.

## Synoniemen
- UGC 7967
- MCG 5-30-86
- ZWG 159.78
- PGC 43200